# Kirnbergkapelle

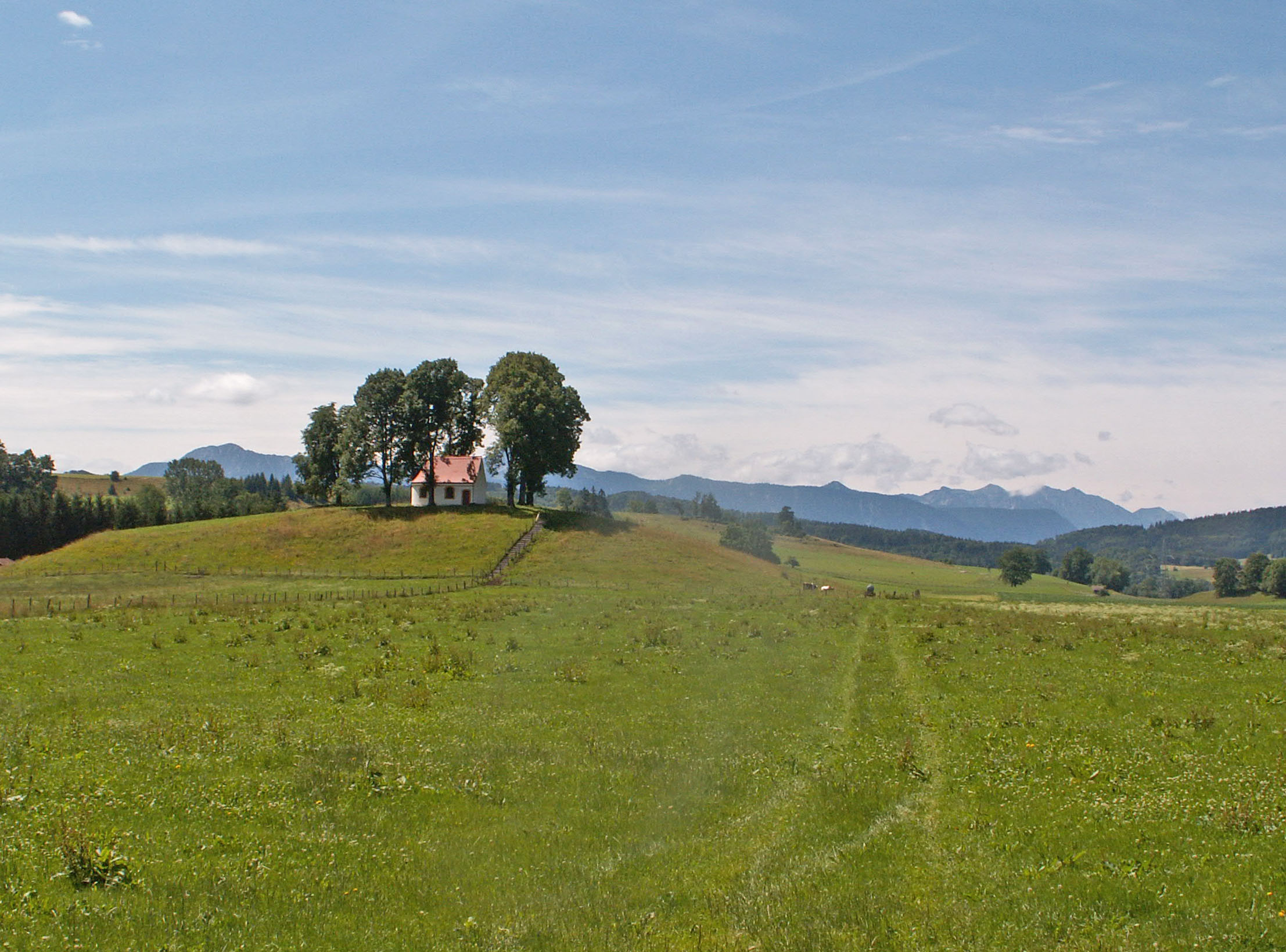
Kirnbergkapelle vor Alpenpanorama von Norden

Die Kirnbergkapelle ist eine römisch-katholische Kapelle südlich des oberbayerischen Pfarrdorfs Antdorf im Landkreis Weilheim-Schongau.

## Lage
Die Kirnbergkapelle steht auf einem Drumlin – dem Kirnberg – südlich von Antdorf.

## Geschichte
Nach der Überlieferung sollte am Standort der Kapelle einst das Kloster Benediktbeuern erbaut werden. Nachdem es nicht dazu gekommen war, bat der Antdorfer Pfarrer Matthäus Koch im Jahr 1710 den Benediktbeurer Abt Magnus Pachinger um ein Kreuzbildnis aus dem 12. Jahrhundert, welches an die ehemals geplante Klostergründung erinnern sollte. Als er das Kreuz erhielt, wurde zum Schutz auch eine hölzerne Kapelle errichtet, die einem Sturm am 20. Juni 1792 zum Opfer fiel. Lediglich das Kruzifix und die dabeistehenden Figuren der Mater Dolorosa und des hl. Johannes blieben weitgehend unbeschädigt.
Im Frühjahr 1793 war die heutige Kirnbergkapelle schließlich aus Stein errichtet. Bezahlt wurde das Baumaterial und die Handwerker vom damaligen Wirt und Kirchenpropst Jakob Riederauer, der die Bedingung stellte, dass ihm nach seinem Tod jedes Jahr um Jakobi ein Jahrtag gehalten werden solle. Dieser Jahrtag wurde bis um 1900 fortgeführt.
Die Deckengemälde schuf 1794 der Münchner Maler Franz Seraph Kirzinger. Das Gemälde im Chor zeigt die Geburt Christi, jenes im Langhaus die Himmelfahrt.
Über ein Jahrhundert geriet die Kapelle sukzessive in einen immer schlechteren Zustand. Aufgrund des Luftdrucks beim auf dem Kirnberg üblichen Böllerschießen war außerdem ein Fenster zerborsten. Der Antdorfer Pfarrer Mahler rief schließlich die Gemeinde dazu auf, die Kapelle zu restaurieren; dies befürwortete auch das Kgl. Generalkonservatorium der Kunstdenkmale Bayerns, nachdem der Konservator Karl Döttl die Fresken begutachtet und als erhaltenswert beschrieben hatte. Unter Federführung Döttls erfolgte schließlich durch den Malermeister Walter Lindner aus Weilheim in den Jahren 1908 und 1909 die Restaurierung. Zudem wurde der Boden mit Solnhofer Platten ausgelegt.
Das romanische Kruzifix aus Lindenholz wurde 1963 vom Bayerischen Landesamt für Denkmalpflege in München renoviert und konserviert. Es entstand um 1160/70 und befindet sich als Dauerleihgabe der Katholischen Kirchenstiftung Antdorf im Bayerischen Nationalmuseum. In der Kirnbergkapelle ist nun ein Kreuz aus dem 18. Jahrhundert. Als Gegengabe erhielt die Pfarrei eine Marienfigur von 1470/80, die heute den linken Seitenaltar der Pfarrkirche St. Peter und Paul schmückt.
Die Figuren der Mater Dolorosa und des hl. Johannes aus dem Vorgängerbau befanden sich auch in der heutigen Kirnbergkapelle, sind aber mittlerweile in der Antdorfer Leichenhalle zu finden.
Die Kirnbergkapelle ist als Baudenkmal in die Bayerische Denkmalliste eingetragen.